# Jelenče
Jelenče – wieś w Słowenii, w gminie Pesnica. W 2018 roku liczyła 202 mieszkańców.